# 铸剑为犁

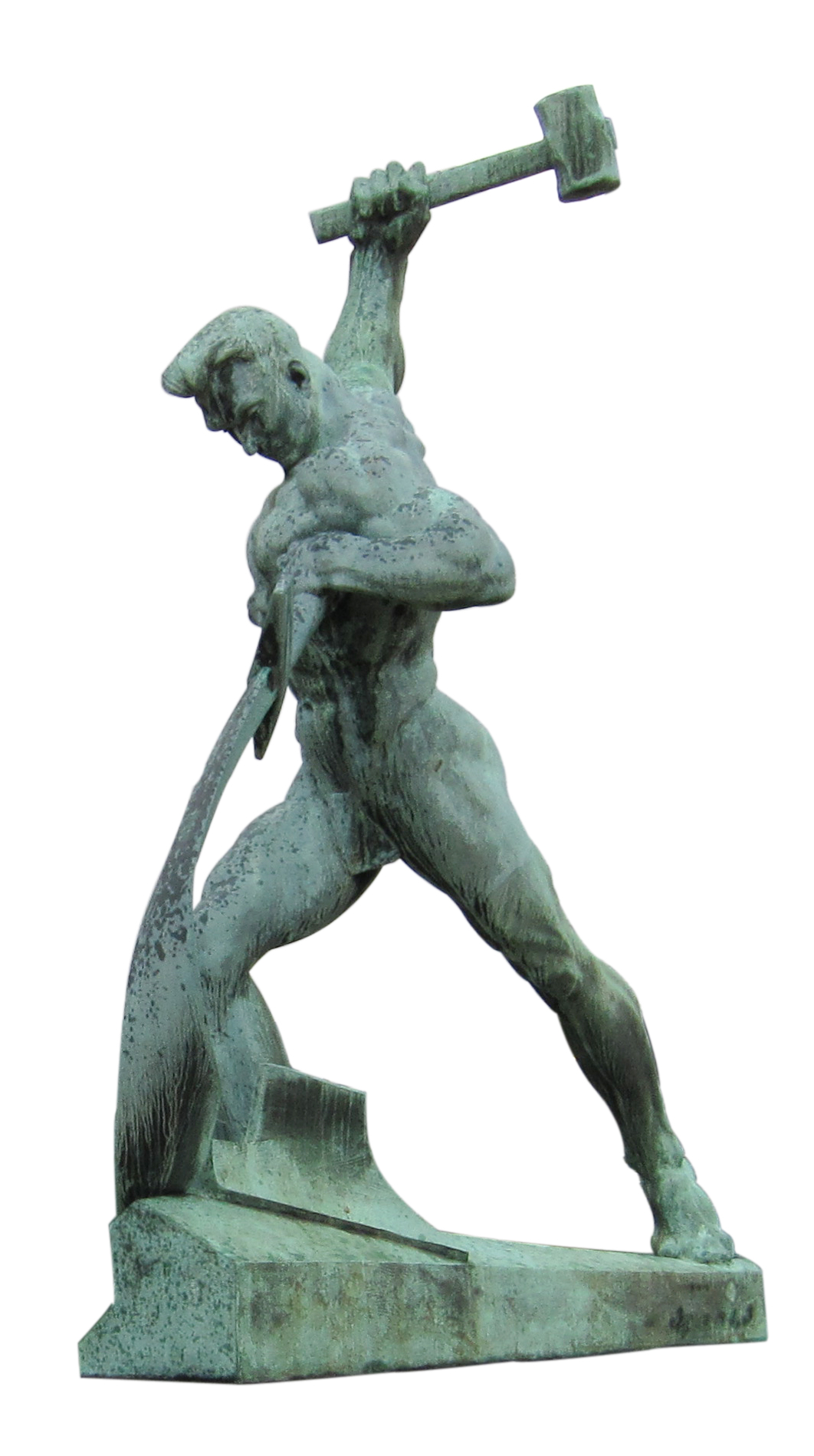
叶夫根尼·维克多罗维奇·武切季奇的雕塑《铸剑为犁》（Let Us Beat Swords into Plowshares），联合国艺术收藏

铸剑为犁（英語： 〔英〕/ 〔美〕），是指将軍事武器及/或科技转换为和平的民用用途的概念，中文类似说法有偃武修文。

## 辭源
该比喻於西方世界的應用源自《舊約聖經》的〈以賽亞書〉、〈約珥書〉及〈彌迦書〉：
必有许多国的民前往，说：“来吧！我们登耶和华的山，奔雅各　神的殿；主必将他的道教训我们，我们也要行他的路。因为训诲必出于锡安；耶和华的言语必出于耶路撒冷。”他必在列国中施行审判，为许多国民断定是非。他们要将刀打成犁头，把枪打成镰刀；这国不举刀攻击那国，他们也不再学习战事。——以賽亞書2:3–4
要将犁头打成刀剑，将镰刀打成戈矛。软弱的要说：我有勇力。——基督教圣经：約珥書3:10；犹太教圣经：Joel 4:10
他必在多国的民中施行审判，为远方强盛的国断定是非。他们要将刀打成犁头，把枪打成镰刀。这国不举刀攻击那国，他们也不再学习战事。——彌迦書4:3
犁（希伯來語：‎，羅馬化：’êṯ）常被视为造福人类的建设性工具的象征，与战争用以殺傷毀滅為目的的武器相对，其代表为劍（希伯來語：‎，羅馬化：ḥereḇ），同样是锋利的金属工具，用途却截然不同。
而東方歷史上也有類似的表述，語出《孔子家語》的〈致思〉第八：
回闻薰莸不同器而藏，尧桀不共国而治，以其类异也。回愿得明王圣主辅相之，敷其五教，导之以礼乐，使民城郭不修，沟池不越，铸剑戟以为农器，放牛马于原薮，室家无离旷之思，千岁无战斗之患。则由无所施其勇，而赐无所用其辩矣。——孔丘，《孔子家語》‧〈致思〉第八
联合国花园里的青铜雕像中可见到该概念的表达，这个名为《铸剑为犁》的雕像是来自苏联的礼物，由叶夫根尼·维克多罗维奇·武切季奇雕刻，刻画了一个人用锤子将剑打成犁的形状的动作。

## 实际应用
截至2013年，拆除核武器並將其内容物轉為核電燃料的「兆吨换兆瓦计划」是「铸剑为犁」最典型的例子。另外，原本為二戰之需而迅速发展的核裂变技术，在广岛和长崎兩次核爆之后，也已用作包括放射治療在內的许多民事用途。
- 第二次世界大战后，一些军用剩余的装甲车被改造为推土機、农用拖拉机和伐木拖拉机，如美国电视连续剧《斧头人》（Axe Men）中所见。[1]目前，加拿大的剑与犁博物馆（Swords and Ploughshares Museum）收藏了其中的两个。[2][3]法国农民曾使用过时的雷诺FT-17坦克改装版，而基于T-34坦克的类似车辆在前苏联仍然广泛使用。[4]英国农业工程师、经典拖拉机收藏者罗伯特·克劳福德（Robert Crawford）拥有一辆雪曼戰車，该坦克因履带拖拉机短缺而被改装用来犁林肯郡的土地。
- 1970年代开始，几位反战音乐家以由军用剩余武器制成的吉他来演奏。牙买加雷鬼歌手彼得·陶许（英语：Peter Tosh）拥有一架以M-16步枪为原型的Fender Stratocaster。[5]在当代，枪吉他——由AK-47改造而成的吉他——是César López、Souriya Sunshine和芬兰死亡金属乐队Sentenced的Sami Lopakka的标志性乐器。[6]
- 由第一次世界大战化学武器芥子气开发而成的氮芥[7]成为了世界上第一个化疗药物盐酸氮芥的基础，该药物于20世纪40年代制成。[8]
- 瑞典援助组织IM Swedish Development Partner推出了Humanium Metal，它使用非法手枪中的金属制造日常用品。其宣布的第一个产品是Yevo的耳机。[9]
- 全球定位系统由美国开发，最初目的是以远程武器实现更精确打击，但后来其用途扩展到包括民用，例如个人导航装置。
- 丹尼尔·贝里根（英语：Daniel Berrigan）创立的犁头运动（英语：Plowshares movement）是一个基督教和平运动，其灵感来自《以赛亚书》，其参与者会试图破坏或摧毁核导弹等现代武器。

## 政治和大众文化中
- 十二届美国国会议员和三届总统候选人榮·保羅写了一本书，题为《铸剑为犁：战时的生活以及和平与繁荣的未来》（Swords into Plowshares: A Life in Wartime and a Future of Peace and Prosperity） ，他在书中讨论了第二次世界大战期间及战后的经历。[10]
- 美国总统德怀特·艾森豪威尔在告别演说中谈到军事工业复合体时说：

直到最近一次世界冲突之前，美国没有任何军事工业。只要有时间和需要，美国的犁头制造商也可以制造刀剑。但现在我们不能再冒险临时拼凑国防；我们被迫建立了一个规模巨大的永久性军事工业。此外，350万男女直接参与国防建设。我们每年用于军事安全的开支超过了所有美国公司的净收入。
- 美国总统理查德·尼克松在第一次和第二次就职典礼上宣誓就职时，手按两本家用《圣经》，《圣经》翻开到了《以赛亚书》2:2–4。[11][12][13]
- 吉米·卡特、安瓦尔·萨达特和梅纳赫姆·贝京在1979年《埃及-以色列和平條約》签署时的讲话中，都引用了这段呼吁和平的名言。[14]
- 罗纳德·里根在纽约纽约联合国大会第42届会议上的讲话中讲到：[15]

剑不能变成犁头吗?我们不能和所有的国家和平相处吗?当我们沉迷于一时的敌对情绪时，我们常常忘记所有人类成员是如何团结在一起的。也许我们需要一些外部的、普遍的威胁来让我们认识到这一共同的纽带。我有时会想，如果我们面临来自这个世界以外的异己的威胁，我在世界范围内的分歧会消失得有多快。然而，我问你，不是已经有一种异己的力量在我们中间了吗？还有什么比战争和战争的威胁更异己呢?
- 流行反战歌曲《葡萄树与无花果树》（The Vine and Fig Tree）重复了这节经文：[16]

And everyone neath their vine and fig tree  葡萄树与无花果树下的每个人

shall live in peace and unafraid,  都能平安、无惧地生活。

Everyone neath their vine and fig tree  葡萄树与无花果树下的每个人

shall live in peace and unafraid.  都能平安、无惧地生活。

And into ploughshares beat their swords  将剑打成犁头，

Nations shall learn war no more.  各国不再学习战事。

And into ploughshares beat their swords  将剑打成犁头，

Nations shall learn war no more.  各国不再学习战事。
- 唐·亨利（1989）的歌曲《The End of the Innocence》使用了《约珥书》相反的形式：

O' beautiful, for spacious skies 噢，无垠的天空如此美丽

But now those skies are threatening 但如今天空正在威胁

They're beating plowshares into swords 它们正铸犁为剑

For this tired old man that we elected king 因为我们选了那位老人为王
- 迈克尔·杰克逊 （1991）的《治愈世界》：

Create a world with no fear 创造一个免于恐惧的世界

Together we'll cry happy tears 我们将喜极而泣

See the nations turn 看着天下万国

Their swords into plowshares 将剑铸成犁头
- 音乐剧《悲惨世界》的结尾：

They will live again in freedom 他们将在自由里重生

In the garden of the Lord. 在主的田园里。

They will walk behind the ploughshare, 他们会走在犁把后面，

They will put away the sword. 他们将放下利剑。

The chain will be broken 枷锁将被打碎，

And all men will have their reward. 所有人都将得到应有的回报。
- 以色列诗人耶胡达·阿米亥的诗：

Don’t stop after beating the swords 铸剑为犁之后不要停下，

into plowshares, don’t stop! Go on beating 不要停下！继续打

and make musical instruments out of them. 将它们造成乐器。

Whoever wants to make war again 谁若想再挑起战争

will have to turn them into plowshares first. 必先把它们重新打成犁。